# Portrait de François d'Este (van der Weyden)
Pour l’article homonyme, voir Portrait de François d'Este.
Le portrait de François d'Este est un tableau réalisé par le peintre flamand Rogier van der Weyden vers 1460. Peinture sur bois de 29,8 × 20,3 cm, il est actuellement exposé au Metropolitan Museum of Art de New York (États-Unis). Le sujet du portrait est François d'Este (v. 1430 - après 1475), alors âgé d'environ trente ans, et fils illégitime de Lionel d'Este, un mécène italien de van der Weyden.

## Description

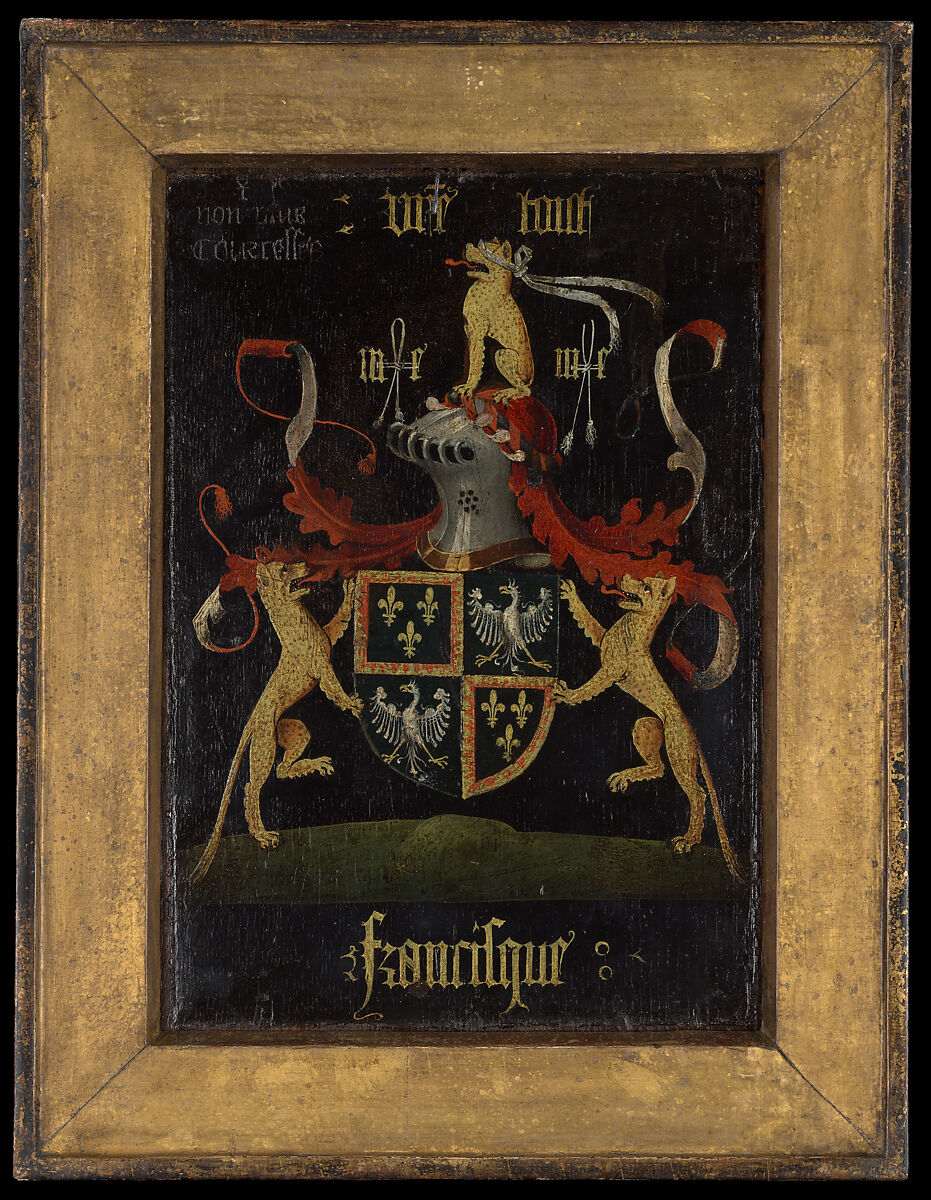
Revers du panneau, représentant les armoiries de la famille d'Este.

L'identité du sujet du tableau est attestée par les armoiries représentées au revers du panneau et par l'inscription « Francisque », également au revers. Il était connu sous le nom de marquis de Ferrare, et avait été envoyé par son père à la cour de Bourgogne vers 1444 pour y être élevé aux côtés de Charles le Téméraire. François d'Este a passé la plus grande partie de sa vie comme officier aux Pays-Bas, bien qu'il soit retourné à plusieurs reprises en Italie, en général comme ambassadeur du duché de Bourgogne. Il est possible qu'il soit mort en 1476 au cours de la bataille de Grandson, près de Corcelles, en Suisse.
Il est représenté portant un marteau, alors un symbole d'autorité, même si la signification exacte de cet objet n'est pas connue, de même que celle de l'anneau qu'il tient entre ses doigts. Il est possible que ces objets aient été des prix obtenus dans des joutes. L'anneau avait été recouvert de peinture et n'a été découvert qu'en 1934, lorsque l'œuvre a été nettoyée.
Vers 1900, on pensait que ce portrait représentait Lionel d'Este (1407-1450). C'est l'historien Ernst Kantorowicz qui a établi en 1939-40 qu'il s'agissait de son fils. Les armoiries de la famille d'Este, représentées au revers, pourraient indiquer que le fils illégitime souhaitait être reconnu comme le fils de Leonello.